# Royco

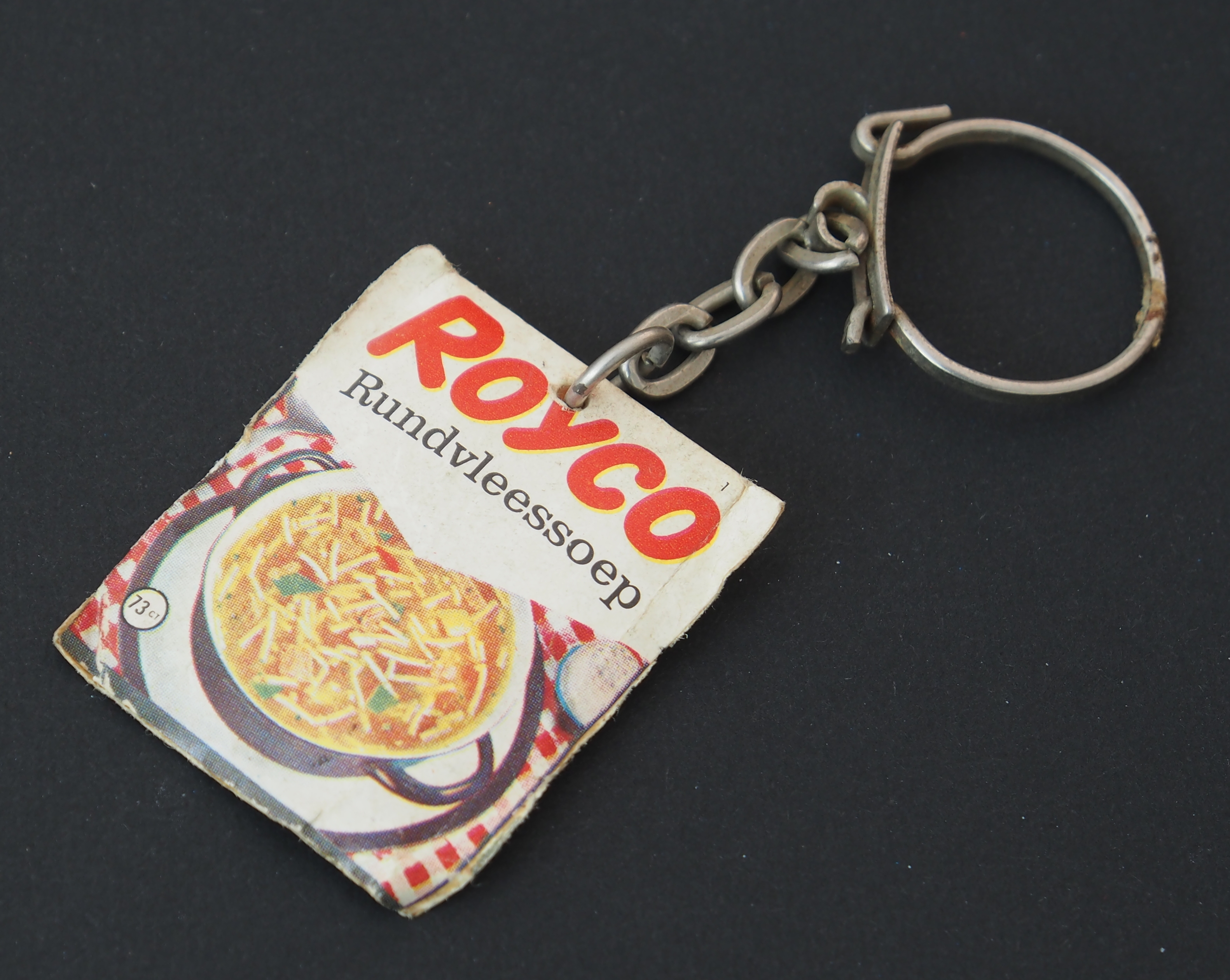
sleutelhanger Royco rundvleessoep

Royco is een merk dat voornamelijk gebruikt wordt voor instant (of gevriesdroogde) soepen, jus en kruidenblokjes. Het merk werd in 1950 geïntroduceerd door Unilever en ook onder dat concern gebruikt in Oost- en West Afrika en Indonesië. In Europa is het merk (anno 2022) eigendom van GBFoods uit Spanje en in Zuid-Afrika is het merk in eigendom van Mars.
Het merk werd in 1933 in de VS gedeponeerd door Royal Estates Tea Co., het thee-inkoopbedrijf van Lipton.
Lipton werd in 1927 overgenomen door Unilever, en in 1950 introduceerde Unilever het merk voor het gebruik bij hun droge soepen. Die introductie in Nederland werd vergezeld met een bioscoopreclame.

## Geschiedenis

### Europa
De Royco-soepen en jus werden in eerste instantie gemaakt in Oss bij Hartog N.V. In 1953 werd de fabriek uitgebreid en in 1958 bouwde Unilever een nieuwe fabriek in Oss voor de bereiding van soep en soepextracten, waaronder Royco. In 1966 werd de productie van de Royco droge soepen verplaatst naar de voormalige Iglo-fabriek in Utrecht, en kwam deze fabriek bekend te staan als de Roycofabriek. Royco werd als merk ondergebracht bij Unileverdochter Calvé-De Betuwe. In 1986 werd Royco Royal geïntroduceerd en in 1972 Royco Cup-a-Soup.
In 1990 werd het merk Royco ondergebracht bij Unox en voor de Nederlandse markt langzaamaan uitgefaseerd. In 1997 werden de twee Unileverdochters UVG (Unox en Royco) en Van den Bergh (Becel, Croma, Bona, Calvé) samengevoegd onder de naam Van den Bergh Nederland, waarna het merk Royco in Nederland verdween om plaats te maken voor Unox. Het merk bleef nog wel bestaan in België en Frankrijk.
Om de koop van Bestfoods (bekend van Knorr) mogelijk te maken werden in 2001 een aantal merken voor de Europese markt, waaronder Royco, verkocht aan Campbell's. Ook de Roycofabriek in Utrecht werd door Campbell's overgenomen. Royco bleef als merk in Europa bestaan voor de Belgische en Franse markt. Het merk Cup-a-Soup bleef in handen van Unilever. De voormalige Roycofabriek in Utrecht werd in 2010 door specerijenfabrikant Intertaste overgenomen die voor Campbell's de productie van de droge soepen overnam. In 2014 verkocht Campbell's zijn Europese activiteiten en kwam Royco in handen van CVC Capital Partners. De nieuwe onderneming werd door CVC hernoemd in Continental Foods. In 2019 nam het Spaanse (Catalaanse) GBFoods Continental over.

### Afrika
In Oost- en West Afrika is het merk Royco nog in handen van Unilever. In 2022 kwam het merk aldaar in opspraak door een seksistische reclamecampagne, waarbij men eerst nepdemonstraties had georganiseerd tegen vreemdgaan, waarna een reclamecampagne werd gestart met als motto "bereik meer bij je man, het geheim is Royco". Unilever South Africa - een dochteronderneming van Unilever - zette in 2002 o.a. Royco in de verkoop om de fusie van Unifoods met Robertson Foods mogelijk te maken. Royco werd overgenomen door Master Foods South Africa (onderdeel van Mars). In 2007 veranderde deze de naam in Mars Africa.

### Azië
In Azië werd Royco in de jaren 60 geproduceerd door de Filipijnse Unileverdochter Philippine Refining Company. Op een gegeven moment werd de productie daar gestaakt en voortgezet in Indonesië waarvoor in 2015 een nieuwe fabriek werd gebouwd in Cikarang.